# 珍覚
珍覚（ちんかく、応永28年（1421年）- 明応4年（1495年））は、室町時代の華厳宗の僧侶。祖父は右大臣九条教嗣。兄は興福寺大乗院門跡次期後継者尋実。

## 生涯
九条教嗣の子で加賀国小坂庄に住していた元禅僧の実厳の子として応永28年（1421年）に生まれる。
前関白九条満家の猶子となり、正長2年（1429年）に東大寺の子院・東南院に入室。文安元年（1444年）7月から文安4年（1447年）12月まで東大寺別当を務める。宝徳元年（1449年）に近江国の石山寺に参詣したその岐路に突如隠居するといい出して周囲を慌てさせた。
明応4年（1495年）秋に死去。